# Hochtumsknopf
Hochtumsknopf är en kulle i Belgien.   Den ligger i provinsen Liège och regionen Vallonien, i den sydöstra delen av landet, 140 km sydost om huvudstaden Bryssel. Toppen på Hochtumsknopf är 510 meter över havet, eller 20 meter över den omgivande terrängen. Bredden vid basen är 1,4 km.
Terrängen runt Hochtumsknopf är platt. Närmaste större samhälle är Saint-Vith, 7,4 km nordost om Hochtumsknopf. 
I omgivningarna runt Hochtumsknopf växer i huvudsak blandskog. Runt Hochtumsknopf är det ganska glesbefolkat, med 47 invånare per kvadratkilometer.